# Filippo Juvarra
Filippo Juvarra (7. březen 1678, Messina – 31. leden 1736, Madrid) byl italský barokní architekt a divadelní výtvarník ve službách církve, savojských králů a španělských Bourbonů.

## Život

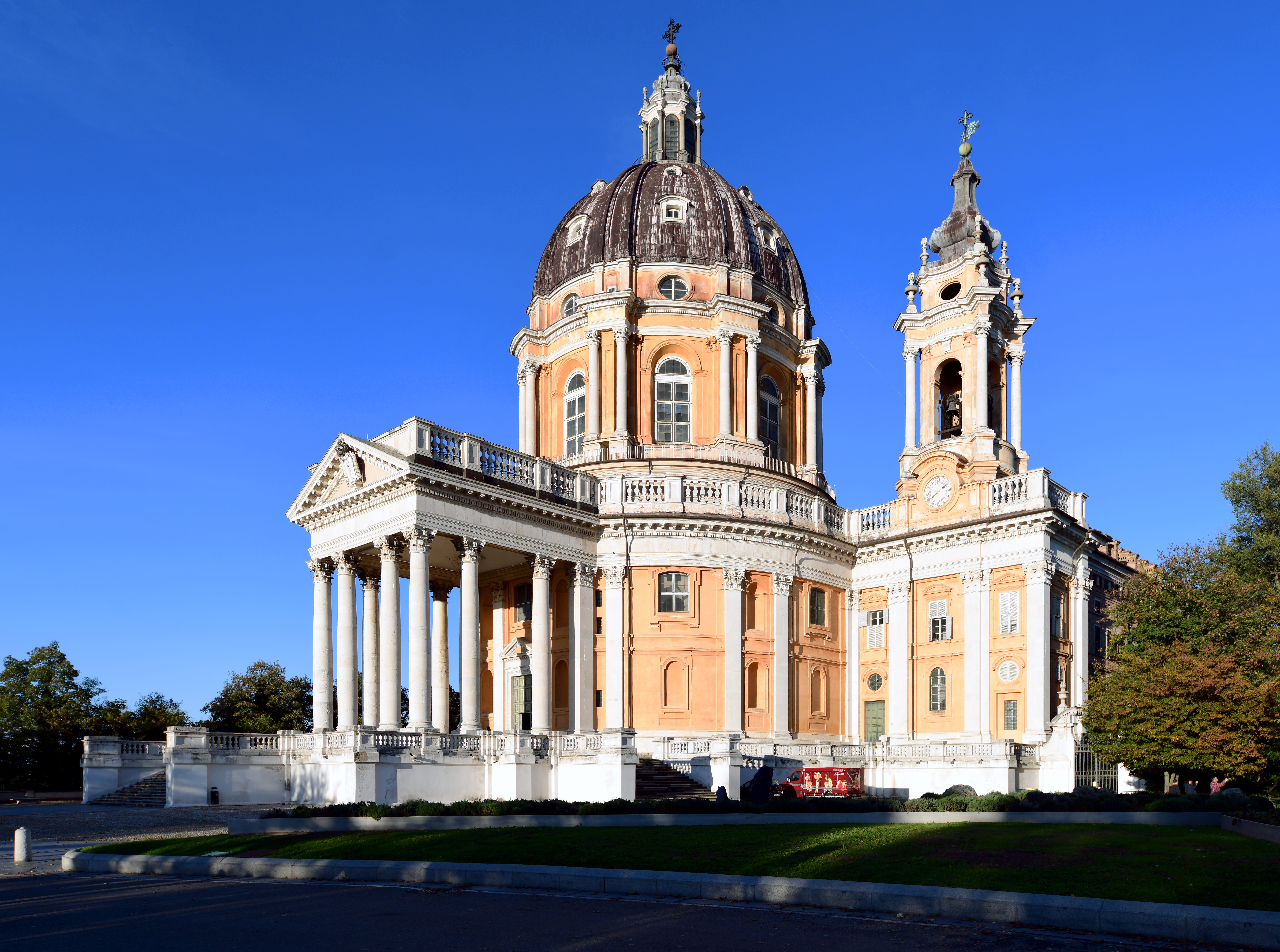
Poutní bazilika na Monte Superga, 1719–1721 (Turín)

Pocházel z rodiny sicilských stříbrníků, doma se učil kreslit. Z rodné Sicílie odešel poté, co v roce 1705 navrhl dekoraci pro oslavy korunovace Filipa V. Španělského.
Studoval pak v Římě architekturu u Carla Fontany a navrhl stavbu nové sakristie papežské baziliky svatého Petra. Dále projektoval monumentální chrámy, paláce, zámky, a triumfální brány, ale i příležitostnou dekoraci pro církevní a světské slavnosti, obřady a pro divadelní scény. Inspiroval se vzory Francesca Borrominiho.
V roce 1714 přesídlil do Piemontu, kde vytvořil svá stěžejní díla: poutní kostel na vrchu Monte Superga u Turína, přestavěl Palazzo Madama v Turíně, projektoval urbanistický koncept vojenské čtvrti v Turíně a navrhl lovecký zámek Stupinigi u Turína. V nedaleké Bielle projektoval poutní baziliku Santa Maria Nuova di Orosa s královskou bránou (Porta regia).
V roce 1719 odešel do Portugalska, kde navrhl palác Mafra pro Jana V. Portugalského.
Před koncem života pracoval ve Španělsku, opět pro krále Filipa V., navrhl například Královský palác v Madridu.